# Jerzy Rembas
Jerzy Rembas (ur. 19 kwietnia 1956 w Bogdańcu) – polski żużlowiec.

## Życiorys
Wychowanek Stali Gorzów Wielkopolski. Licencję żużlową zdobył w 1971 roku. Przez całą swoją karierę (do 1989) reprezentował klub Stal Gorzów Wielkopolski, w barwach którego zdobył 13 medali Drużynowych Mistrzostw Polski: 6 złotych (1973, 1975, 1976, 1977, 1978, 1983), 5 srebrnych (1971, 1974, 1979, 1981, 1984) oraz 2 brązowe (1982, 1987). Był również ośmiokrotnym medalistą Mistrzostw Polski Par Klubowych: czterokrotnie złotym (1975, 1976, 1977, 1981), dwukrotnie srebrnym (1980, 1984) oraz dwukrotnie brązowym (1982, 1983).
Wielokrotnie reprezentował Polskę w rozgrywkach o Drużynowe Mistrzostwo Świata, zdobywając 4 medale: 2 srebrne (1976, 1977) oraz 2 brązowe (1978, 1980).
Do jego największych indywidualnych sukcesów należały:
- dwukrotny udział w finałach Indywidualnych Mistrzostw Świata (Chorzów 1976 – XIV m., Londyn 1978 – V m.),
- I m. w Młodzieżowych Indywidualnych Mistrzostwach Polski (Tarnów 1974),
- dwukrotnie II m. w Indywidualnych Mistrzostwach Polski (Gorzów Wielkopolski 1976, Gorzów Wielkopolski 1984),
- II m. w turnieju o Srebrny Kask (1974),
- I m. (1977) i III m. (1976) w turniejach o Złoty Kask,
- dwukrotnie I m. (1975, 1985), II m. (1983) i III m. (1977) w Memoriałach im. Alfreda Smoczyka,
- III m. w Memoriale im. Bronisława Idzikowskiego i Marka Czernego (1983).

Przez dwa sezony startował w brytyjskiej lidze żużlowej, broniąc barw Leicester Lions (1978) i Wimbledon Dons (1981).
W trakcie kariery zawodnik często określany pseudonimem George.
Ojciec Piotra Rembasa – również żużlowca.